# Jan Głowacz Oleśnicki
Jan Głowacz Oleśnicki lub Jan Głowacz z Oleśnicy herbu Dębno (ur. ok. 1400, zm. po 29 czerwca 1460) – od 1430 marszałek Królestwa Polskiego 1430–1440, wojewoda sandomierski od 1442, kasztelan i starosta sandomierski od 1440, wielkorządca krakowski od 1439, kasztelan żarnowski od 1425.

## Życiorys
Był synem Jana (Jaśka) z Oleśnicy, sędziego ziemi krakowskiej, i Dobrochny z Rożnowa, bratem biskupa krakowskiego kardynała Zbigniewa Oleśnickiego. W 1425 występował jako kasztelan żarnowski. W 1428 uzyskał od króla prawo lokowania Pińczowa. Żonaty z Anną z Tenczyna, był ojcem Zbigniewa Oleśnickiego, Jana tenutariusza lubowelskiego, Andrzeja kasztelana sądeckiego i Feliksa oraz córek Katarzyny, żony kasztelana sandomierskiego Pawła Jasieńskiego i Anny, żony wojewody lubelskiego Jana Feliksa Tarnowskiego.
Po śmierci Władysława Warneńczyka popierał kandydaturę księcia mazowieckiego Bolesława IV do tronu polskiego. W 1454 poparł inkorporację Prus Królewskich do Polski. Był świadkiem wydania statutów nieszawskich przez króla Kazimierza IV Jagiellończyka w 1454 roku. Uczestniczył w sejmach w 1456 i 1459, ostatni raz publicznie wystąpił 29 czerwca 1460. Pochowany został w klasztorze na Świętym Krzyżu